# Detrakció
A detrakció (görögül kata endeian, latinul detractio, jelentése elhagyás, csökkentés):
- A narráció egyik hibája az ókori görögök szerint a keveset mondás, azaz detrakció; ellentéte a sokat mondás, az adjekció. Például Arany János Pázmán lovag című balladájának címszereplője az indulattól felháborodva képtelen eleget tenni a rövidség (brevitas) követelményeinek; hol sokat, hol túl keveset mond, ezáltal komikussá válik; éppígy a dajka Shakespeare Romeo és Júlia című drámájában, amikor hírt visz egymásról a szerelmeseknek.
- A retorikában az alakzatokat létrehozó átalakító eljárások egyike. Valamilyen nyelvi elem elhagyását, a jelenségegész egy vagy több alkotórészének eltávolítását jelenti. A nyelvi norma szempontjából barbarizmus.

## Esetei
Több nyelvi szinten megtalálható: a klasszikus retorika szerint van hangalakzat, szóalakzat, mondatalakzat, gondolatalakzat. A neoretorika terminológiájában: metaplazmus, metataxis, metaszeméma, metalogizmus.

### Aferézis
Az aferézis (görögül aphaereszisz, latinul aphaeresis) a klasszikus retorika detrakciós hangalakzata; a szó elején elhagyott hang, szótag; Élénkíti a szöveget azáltal, hogy eltér a megszokottól, kizökkenti az olvasót, a hallgatót. Gyakoribb az élőszóhoz közelibb műfajokban, mint az írásos művekben. Például Horatius leveleiben fele annyi fordul elő, mint szatíráiban. Alkalmazzák prozódiai okok miatt: aki helyett ki, illetve és helyett s. Például:
"Hass, alkoss, gyarapíts: s a haza fényre derűl!"
(Kölcsey Ferenc: Huszt);
"Kit nem hevít korának érzeménye,
szakítsa ketté lantja húrjait."
(Eötvös József: Én is szeretném…);
"…tudom, hogy merre mennek, kik mennek az uton…"
(Radnóti Miklós: Nem tudhatom...)
Az író bizonyos társadalmi miliőt evokálhat általa: például Karinthy Frigyes: Így írtok ti című munkájában a Móricz-paródiában:
"…gazduram. Dram"
(apokopéval párosul, azaz gazda uram = gazd’ram).

### Apokopé
Az apokopé a detrakció egyik esete, a szóvég tudatos elhagyása. A kevésbé választékos, a beszélt nyelvi szóalakokhoz közelebb álló kifejezésekben a szóvégek, ragok egy-egy magán- vagy mássalhangzója marad el; például:
"Költő hazudj, de rajt’ ne fogjanak…"
(Arany János: Vojtina ars poeticája);
"Most, igazán most kell magadér’ kitenned"
(Arany János: Stanzák „Mátyás dalünnepe” eposzi kísérletből)

### Deleáció
A deleáció a neoretorikában detrakciós metaplazmus; három ponttal való jelölése egy elhagyott, de odaérthető elemnek. Például:
"Kis mécsfényt neked is, korod, büszkesége,
Lángszellem! ki jövél s eltünél… de hova?-
Mint üstökös, melyet élők nemzedéke
Egyszer lát s azontul nem lát többé soha!"
(Arany János: Névnapi gondolatok)

### Ellipszis
Lásd Ellipszis (nyelvészet)

### Szinerézis
A szinerézis (latinul episynaloepe) a detrakció esete, a szó belsejében két egymást követő szótag összeolvasztása. A hétköznapi dauer ‘dajer’, aero- ‘éro’ szóalakokban látható a jelenség. Például:
"Szép kocsit csináltatok
Éd’sanyám számára…"
(Petőfi Sándor: Szülőimhez);
"Cse’bogár,
Cse’bogár
a gazdának csupa kár."
(Babits Mihály: Cigánydal)

### Szinkópa
A szinkópa (görögül syncope, latinul elisio) hangkivetés, hangkiesés, detrakciós hangalakzat. Két teljes nyomatékú, hiátust alkotó magánhangzó közül szó- vagy szótaghatáron az egyik hang kiesik. Például leány helyett lány, tudom helyett t'om. A költői szabadság egyik megnyilvánulása, a klasszikus retorika szerint stíluserény. Például:
"Azzal vagdalkoznak némely
Nem tom milyen emberek…"
(Petőfi Sándor: Okatootáia)
"S fukar légy, alkván a’ honért,
Ha azt feláldozod."
(Vörösmarty Mihály: Honszeretet)